# Libnotes (Metalibnotes) sentifera
Libnotes (Metalibnotes) sentifera is een tweevleugelige uit de familie steltmuggen (Limoniidae). De soort komt voor in het Australaziatisch gebied.